# Emeric Imre Szasz
Emeric Imre Szasz (Eger, 20 ottobre 1896 – Vienna, 24 gennaio 1986) è stato un nuotatore e allenatore di pallanuoto ungherese naturalizzato portoghese.

## Biografia
Allenatore di nuoto, pallanuoto e tuffi. Ufficiale durante la Grande Guerra, rimase mutilato dell'occhio destro. Lavorò in Italia agli inizi degli anni trenta del XX° secolo, dove era il responsabile tecnico delle piscine dello Stadio Nazionale Fascista a Roma e allenatore della Romana Nuoto. Nel 1932 fu chiamato alla guida della Lazio nuoto dove rimase due stagioni per poi trasferirsi successivamente a San Remo come tecnico della U.S. Sanremese.
Portò in Italia lo stile ungherese all'epoca tra i migliori al mondo nei sport acquatici.
Fece ritorno in Ungheria dove si dedicò all'insegnamento del nuoto.
Sposato con Sophia Horowitz, Ucraina di religione ebraica come lui, alla fine degli anni trenta fuggì in Portogallo per evitare le leggi razziali.
Negli anni quaranta lavorò in Portogallo , ma si trasferì in Brasile dove visse molti anni. Nel 1956, dopo la fallita rivolta di Ungheria fu privato della cittadinanza ungherese, conservando però quella Portoghese.
Morì in Austria a 89 anni.